# Orphinus fulvipes
Orphinus fulvipes es una especie de escarabajo de piel del género Orphinus, orden Coleoptera. Fue descrita por Guérin-Méneville en 1838.

## Descripción
Mide 1,7-3,5 mm de longitud. Especie de color marrón rojizo, las patas y antenas son claras.

## Distribución y hábitat
Se distribuye por el continente americano: Estados Unidos (Florida) y México hasta América del Sur e Indias Occidentales. También ha sido reportada en Hong Kong, Reunión, Perú, Guadalupe y Nueva Caledonia.